# ポーチェスター・キャッスル (コルベット)
ポーチェスター・キャッスル (HMS Portchester Castle, K362) はイギリス海軍のキャッスル級コルベット。
1943年6月21日、ニューカッスルアポンタインのスワン・ハンター社で進水した。第二次世界大戦中、1944年11月11日アイルランドの南でコルベット「ランカスター・キャッスル」、「ペベンシー・キャッスル」、「ケニルワース・キャッスル」と共同でドイツ潜水艦「U1200」を沈めた。1958年5月、トゥルーンでスクラップとなった。